# Station Brookmans Park
Brookmans Park is een spoorwegstation van National Rail in Welwyn Hatfield in Engeland. Het station is eigendom van Network Rail en wordt beheerd door Govia Thameslink Railway. 